# Kreis Brandenburg-Land
Der Kreis Brandenburg-Land war ein Kreis im Bezirk Potsdam (DDR). Von 1990 bis 1993 bestand er als Landkreis Brandenburg im Land Brandenburg fort. Sein Gebiet liegt heute im Landkreis Potsdam-Mittelmark in Brandenburg. Sein Verwaltungssitz war die Stadt Brandenburg an der Havel, die selbst nicht dem Kreis angehörte.

## Geographie

### Nachbarkreise
Der Kreis Brandenburg-Land grenzte im Uhrzeigersinn im Norden beginnend an die Kreise Rathenow, Stadtkreis Brandenburg/Havel, Nauen, Potsdam-Land, Belzig, Zerbst, Loburg (bis 1957) bzw. Burg (ab 1957) sowie Genthin.

## Geschichte
Der Kreis wurde am 25. Juli 1952 im Zuge einer Verwaltungsreform aus Teilen der Landkreise Zauch-Belzig und Westhavelland gebildet.
Am 17. Mai 1990 wurde der Kreis in Landkreis Brandenburg umbenannt. Anlässlich des Beitritts der DDR zur Bundesrepublik Deutschland 1990 erfolgte die Zuordnung zum Land Brandenburg. So wurde der Kreis am 3. Oktober bzw. endgültig am 14. Oktober 1990 (Termin der Landtagswahl) ein Teil dieses Landes. Infolge einer Kreisgebietsreform wurde der Landkreis Brandenburg am 6. Dezember 1993 gemeinsam mit den Landkreisen Belzig und Potsdam (Land) (ohne die kreisfreien Städte Brandenburg an der Havel und Potsdam) zum Landkreis Potsdam-Mittelmark zusammengelegt. Die neue Kreisverwaltung nahm ihren Sitz in Bad Belzig.

## Kreisangehörige Gemeinden und Städte
Aufgeführt sind alle Orte, die am 25. Juli 1952 bei Einrichtung des Kreises Brandenburg-Land eigenständige Gemeinden waren.
| Bensdorf Boecke Brielow Briest Buckau Bücknitz Butzow Damsdorf Deetz Dretzen 1 Emstal | Fohrde Glienecke Gollwitz Golzow Gortz Göttin Götz Gräben Grebs Grüneiche 2 Hohenferchesar | Hohenlobbese 1 Jeserig b. Brandenburg Ketzür Klein Kreutz Köpernitz Krahne Lehnin Lucksfleiß 2 Lünow Marzahne | Michelsdorf Mötzow 3 Nahmitz Netzen Oberjünne Päwesin Pernitz 4 Pritzerbe (Stadt) Prützke Radewege Rädel | Reckahn Rietz Riewend 5 Rogäsen Roskow Rottstock Saaringen 6 Schenkenberg Schmerzke Steinberg Trechwitz | Viesen Warchau Wenzlow Weserarm Wollin Wust Wusterwitz Ziesar (Stadt) Zitz |

## Kfz-Kennzeichen
Den Kraftfahrzeugen (mit Ausnahme der Motorräder) und Anhängern wurden von etwa 1974 bis Ende 1990 dreibuchstabige Unterscheidungszeichen, die mit den Buchstabenpaaren DB und DC begannen, zugewiesen. Die letzte für Motorräder genutzte Kennzeichenserie war DX 40-01 bis DX 70-00.
Anfang 1991 erhielten der Landkreis und die Stadt Brandenburg das Unterscheidungszeichen BRB. Es wurde für den Landkreis bis Ende 1993 ausgegeben.